# Špatné básně
Špatné básně, v originále maďarsky Rossz versek, je maďarský komediální film z roku 2018, který se odehrává v Budapešti a z malé části také v Paříži. Jde o druhý film maďarského režiséra Gábora Reisze, který je zároveň i scenáristou, kameramanem a hercem v hlavní roli.

## Herecké obsazení
| Gábor Reisz       | Tamás Merthner (33)    |
| Donát Seres       | Tamás Merthner (16-18) |
| Mátyás Prukner    | Tamás Merthner (14)    |
| Barnabás Prukner  | Tamás Merthner (7-10)  |
| Katalin Takács    | Máma                   |
| Zsolt Kovács      | Táta                   |
| Zsolt Zayzon      | Krisztián, bratr       |
| [[Lili Monori]]   | „Vali“, nagynéni       |
| Katica Nagy       | Anna                   |
| Niels Schneider   | Henri                  |
| Szabolcs Hajdu    | Örsbá                  |
| Bálint Győriványi | Bálint Győrvári (33)   |
| Ábel Visky        | Ábel Visky (33)        |
| Roland Lukács     | Roland (33)            |
| Dani Bálint       | Dani (33)              |

## Ocenění
| Rok  | Festival                                     | Ocenění                               | Nominace                            | Výsledek |
| ---- | -------------------------------------------- | ------------------------------------- | ----------------------------------- | -------- |
| 2018 | Toronto International Film Festival          | čestné uznání                         | Gábor Reisz                         | Vítěz    |
| 2018 | Toronto International Film Festival          | cena Scuola Holden za nejlepší scénář | Gábor Reisz                         | Vítěz    |
| 2018 | Toronto International Film Festival          | AVANTI                                | Gábor Reisz                         | Vítěz    |
| 2018 | Toronto International Film Festival          | nejlepší hraný film                   | Gábor Reisz                         | Nominace |
| 2019 | Mezinárodní televizní festival v Monte Carlu | hlavní cena                           | Gábor Reisz                         | Vítěz    |
| 2019 | Magyar Filmdíj (4. Magyar Filmdíj-gála)      | nejlepší hraný film                   |                                     | Vítěz    |
| 2019 | Magyar Filmdíj (4. Magyar Filmdíj-gála)      | nejlepší režie                        | Gábor Reisz                         | Vítěz    |
| 2019 | Magyar Filmdíj (4. Magyar Filmdíj-gála)      | nejlepší scénář                       | Gábor Reisz                         | Nominace |
| 2019 | Magyar Filmdíj (4. Magyar Filmdíj-gála)      | nejlepší herečka ve vedlejší roli     | Lili Monori                         | Vítěz    |
| 2019 | Magyar Filmdíj (4. Magyar Filmdíj-gála)      | nejlepší herec ve vedlejší roli       | Zsolt Kovács                        | Nominace |
| 2019 | Magyar Filmdíj (4. Magyar Filmdíj-gála)      | nejlepší striř                        | Tálas Zsófia                        | Vítěz    |
| 2019 | Magyar Filmdíj (4. Magyar Filmdíj-gála)      | nejlepší kamera                       | Becsey Kristóf Bálint Dániel        | Nominace |
| 2019 | Magyar Filmdíj (4. Magyar Filmdíj-gála)      | nejlepší mistr zvuku                  | Péter Benjámin Lukács Tamás Székely | Nominace |